# 17053 Ashayshah
A 17053 Ashayshah (ideiglenes jelöléssel (17053) 1999 FX56) a Naprendszer kisbolygóövében található aszteroida. A LINEAR projekt keretében fedezték fel 1999. március 20-án.